# Bixri
Bixri o Jabal al-Bixri (àrab: جبل البِشْرِي, jabal al-Bixrī) és una muntanya a Síria oriental, al sud-oest de Raqqa (a la riba de l'Eufrates). El territori és descrit com uns turons en un semi-desert que arriben a 851 m, amb alguns penyasegats, situat a 80 km a l'oest de Dayr al-Zawr (Deir ez-Zor), entre Urd (prop de Palmira) i l'Eufrates. La vegetació inclou arbres, arbustos i mates de Pistacia, Rhamnus, Prunus i Amygdalus.
Des de Raqqa hi ha primer una zona de fins a 4 km de plana fluvial regada pel riu amb diversos petits pobles; després l'altura del territori puja fins a uns 100 metres si bé generalment plans amb alguns uadis però generalment seca on només viuen nòmades que pasturen els seus ramats; finalment s'arriba a la zona pròpia de la muntanya (Jabal al-Bishri) que té una altura d'uns 800 metres que no pugen de cop sinó gradualment. A la muntanya hi ha diversos jaciments arqueològics:
- Rasafa del Nord a 2 km de la població de Rasafa
- Kherbet al-Halul, poble amb muralla 25 km al sud de Rasafa
- Barayt Tell Hammam al poble de Baluda, 10 km al nord-est de la ciutat de Mansura.
- Lloc GCHS C113 a 1 km al sud de Barayt Tell Hammam.
- Al-Hura a 2 km al sud de l'anterior
- Bir Kredy a 15 km a l'est de Mansura.
- Al-Qabu al-Saghir a 24 km al sud-est de Mansura.
- Tell Muheir a 30 km al sud-est de Mansura.
- Tell Muheir Est a 1,5 km a l'est de Tell Muheir.
- Tell Hammadin a menys d'un quilòmetre al nord de la carretera Raqqa-Deir-ez-Zor a la vora d'al-Jibly.
- Ghanem al-Ali A-E, grup de munts a entre 600 i 800 metres a l'est de la carretera Ghanem al-Ali-Jabal Bishri, 3 km al sud de la carretera Raqqa-Deir-ez-Zor
- Nakhila a 23 km al sud-est de Raqqa al sud del riu, prop del poble d'al-Rabt
- Qala't Safin a 16 km al sud-est de Raqqa, al sud del riu a l'anomenat «Jabal Safin»
- Qart al-Sud, a uns 2,5 km a l'est de Qart al-Beit

En temps de Sargon d'Accad vers el 2200 aC pareix a la zona un estat anomenat Basar. Es considera aquesta zona com el lloc d'origen de les tribus dels arameus que van emigrar cap a Mesopotàmia. L'emigració dels arameus va començar lentament vers 1300/1350 aC i el 1200 aC ja hi ha diversos testimonis. Els arameus s'haurien establert de manera permanent a la zona del Bishri (aleshores Bisuru) on després del 1200 aC ja se'ls esmenta. Teglatfalassar I (1115 a 1076 aC) en la seva setena campanya (cinquè any de regnat) va fer una expedició contra els akhlamu o arameus que vivien al desert de Síria a l'oest de l'Eufrates i al sud de Karkemiš, els quals havien fet ràtzies a Mesopotàmia. Els akhlamu foren expulsats; el rei assiri va travessar el riu i va devastar la regió fins al país de Khatti, a la zona de Karkemiš, i va atacar sis ciutats aramees, a les faldilles de la muntanya Bishri. Una progressiva desforestació se suposa que va empènyer a les tribus de pastors assentades a tot aquest ampli territori a buscar altres llocs principalment cap a l'Eufrates entre el 1100 i el 900 aC.
Khàlid ibn al-Walid hi va fer campanya el 633. Als turons es va lliurar una batalla el 692/693 entre les tribus àrabs dels Sulaym i els Taghlib, coneguda com a Dia d'al-Bishr punt culminant de les lluites entre ambdues tribus. El cap dels sulaym, al-Djahhaf ibn Hukaym, va sorprendre els taghlib als seus campaments als turons, i en va fer una carnisseria. Això va desfermar la colera del califa Abd al-Malik ben Marwan i al-Djahhaf va haver de fugir a territori romà d'Orient; va tornar més tard, va pagar una indemnització i va fer la pau amb els taghlib.